# Takao (tỉnh)

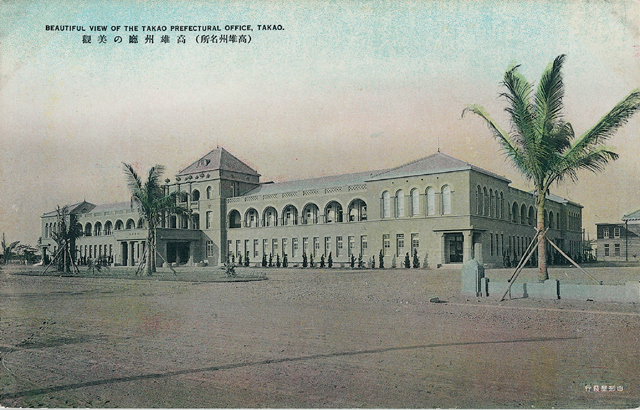
Tòa hành chính tỉnh Takao

Bản đồ hành chính tỉnh Takao (1945)

Tỉnh Takao (tiếng Nhật: 高雄州; Takao-shū; Hán-Việt: Cao Hùng châu) là một đơn vị hành chính ở Đài Loan được Nhật Bản thành lập vào năm 1920 trong thời kỳ Đài Loan thuộc Nhật. Tỉnh này bao trùm địa phận hiện tại của thành phố Cao Hùng và huyện Bình Đông. Tỉnh lỵ đặt tại thành phố Takao, chính là thành phố Cao Hùng ngày nay.

## Dân số
Thống kê dân số thường trú tại tỉnh Takao vào năm 1941:
| Tổng dân số                                     | 930.383 |
| ----------------------------------------------- | ------- |
| Người Nhật                                      | 59.633  |
| Người Đài Loan                                  | 863.313 |
| Người Triều Tiên                                | 598     |
| Điều tra dân số năm 1941 (năm Chiêu Hòa thứ 16) |         |

## Phân cấp hành chính

### Thành phố và quận
Năm 1945 (năm Chiêu Hòa thứ 20), có 2 thành phố và 7 quận.
| Thành phố (市 shi) | Thành phố (市 shi) | Thành phố (市 shi) | Quận (郡 gun) | Quận (郡 gun) | Quận (郡 gun)    |
| Tên                | Kanji              | Kana               | Tên           | Kanji         | Kana             |
| ------------------ | ------------------ | ------------------ | ------------- | ------------- | ---------------- |
| Thành phố Takao    | 高雄市             | たかをし           | Quận Okayama  | 岡山郡        | おかやまぐん     |
| Thành phố Takao    | 高雄市             | たかをし           | Quận Hōzan    | 鳳山郡        | ほうざんぐん     |
| Thành phố Takao    | 高雄市             | たかをし           | Quận Kizan    | 旗山郡        | きざんぐん       |
| Thành phố Heitō    | 屏東市             | へいとうし         | Quận Heitō    | 屏東郡        | へいとうぐん     |
| Thành phố Heitō    | 屏東市             | へいとうし         | Quận Chōshū   | 潮州郡        | ちょうしゅうぐん |
| Thành phố Heitō    | 屏東市             | へいとうし         | Quận Tōkō     | 東港郡        | とうこうぐん     |
| Thành phố Heitō    | 屏東市             | へいとうし         | Quận Kōshun   | 恒春郡        | こうしゅんぐん   |

### Thị xã và làng
Quận được chia thành thị xã (街, nhai) và làng (庄, trang):
| Quận                           | Tên            | Kanji  | Ghi chú                                                                |
| ------------------------------ | -------------- | ------ | ---------------------------------------------------------------------- |
| Okayama 岡山郡                 | Thị xã Okayama | 岡山街 | Cương Sơn và Kiều Đầu ngày nay                                         |
| Okayama 岡山郡                 | Làng Ensō      | 燕巣庄 | Yên Sào ngày nay                                                       |
| Okayama 岡山郡                 | Làng Denryō    | 田寮庄 | Điền Liêu ngày nay                                                     |
| Okayama 岡山郡                 | Làng Aren      | 阿蓮庄 | A Liên ngày nay                                                        |
| Okayama 岡山郡                 | Làng Rochiku   | 路竹庄 | Lộ Trúc ngày nay                                                       |
| Okayama 岡山郡                 | Làng Konai     | 湖内庄 | Hồ Nội, Gia Định ngày nay                                              |
| Okayama 岡山郡                 | Làng Mida      | 彌陀庄 | Di Đà, Vĩnh An và Tử Quan ngày nay                                     |
| Okayama 岡山郡                 | Làng Nanshi    | 楠梓庄 | Bãi bỏ năm 1944, nhập vào thành phố Takao, thị xã Okayama và làng Ensō |
| Okayama 岡山郡                 | Saei           | 左營庄 | Bãi bỏ năm 1940, nhập vào thành phố Takao                              |
| Hōzan 鳳山郡                   | Thị xã Hōzan   | 鳳山街 | Phượng Sơn ngày nay                                                    |
| Hōzan 鳳山郡                   | Làng Kominato  | 小港庄 | Tiểu Cảng ngày nay                                                     |
| Hōzan 鳳山郡                   | Làng Rinen     | 林園庄 | Lâm Viên ngày nay                                                      |
| Hōzan 鳳山郡                   | Làng Dairyō    | 大寮庄 | Đại Liêu ngày nay                                                      |
| Hōzan 鳳山郡                   | Làng Daiju     | 大樹庄 | Đại Thụ ngày nay                                                       |
| Hōzan 鳳山郡                   | Làng Jinbu     | 仁武庄 | Đại Xã và Nhân Vũ ngày nay                                             |
| Hōzan 鳳山郡                   | Làng Torimatsu | 鳥松庄 | Điểu Tùng ngày nay                                                     |
| Kizan 旗山郡                   | Thị xã Kizan   | 旗山街 | Kỳ Sơn ngày nay                                                        |
| Kizan 旗山郡                   | Thị xã Mino    | 美濃街 | Mỹ Nùng ngày nay                                                       |
| Kizan 旗山郡                   | Làng Rokuki    | 六龜庄 | Lục Khưu ngày nay                                                      |
| Kizan 旗山郡                   | Làng Sanrin    | 杉林庄 | Sam Lâm ngày nay                                                       |
| Kizan 旗山郡                   | Làng Kōsen     | 甲仙庄 | Giáp Tiên ngày nay                                                     |
| Kizan 旗山郡                   | Làng Naimon    | 內門庄 | Nội Môn ngày nay                                                       |
| Kizan 旗山郡                   | Khu bản địa    | 蕃地   | Mậu Lâm, Na Mã Hạ và Đào Nguyên ngày nay                               |
| Heitō 屏東郡                   | Làng Chōkō     | 長興庄 | Trường Trị và Lân Lạc ngày nay                                         |
| Heitō 屏東郡                   | Làng Enho      | 鹽埔庄 | Diêm Phố ngày nay                                                      |
| Heitō 屏東郡                   | Làng Takagi    | 高樹庄 | Cao Thụ ngày nay                                                       |
| Heitō 屏東郡                   | Làng Rikō      | 里港庄 | Lí Cảng ngày nay                                                       |
| Heitō 屏東郡                   | Làng Kyūkai    | 九塊庄 | Cửu Như ngày nay                                                       |
| Heitō 屏東郡                   | Khu bản địa    | 蕃地   | Mã Gia, Tam Địa Môn và Vụ Đài ngày nay                                 |
| Heitō 屏東郡                   | Thị xã Heitō   | 屏東街 | Nâng lên thành phố vào năm 1933, là thành phố Bình Đông ngày nay       |
| Heitō 屏東郡                   | Làng Rokuki    | 六龜庄 | Nhập vào quận Kizan năm 1932                                           |
| Chōshū 潮州郡                  | Thị xã Chōshū  | 潮州街 | Triều Châu ngày nay                                                    |
| Chōshū 潮州郡                  | Làng Manran    | 萬巒庄 | Vạn Loan ngày nay                                                      |
| Chōshū 潮州郡                  | Làng Naiho     | 內埔庄 | Nội Phố ngày nay                                                       |
| Chōshū 潮州郡                  | Làng Takeda    | 竹田庄 | Trúc Điền ngày nay                                                     |
| Chōshū 潮州郡                  | Làng Shinhi    | 新埤庄 | Tân Bì ngày nay                                                        |
| Chōshū 潮州郡                  | Làng Hōryō     | 枋寮庄 | Phương Liêu ngày nay                                                   |
| Chōshū 潮州郡                  | Làng Hōzan     | 枋山庄 | Phương Sơn ngày nay                                                    |
| Chōshū 潮州郡                  | Khu bản địa    | 蕃地   | Xuân Nhật, Lai Nghĩa, Sư Tử và Thái Vũ ngày nay                        |
| Tōkō 東港郡                    | Thị xã Tōkō    | 東港街 | Đông Cảng ngày nay                                                     |
| Tōkō 東港郡                    | Thị xã Shin'en | 新園庄 | Tân Viên và Khám Đính ngày nay                                         |
| Tōkō 東港郡                    | Làng Mantan    | 萬丹庄 | Vạn Đan ngày nay                                                       |
| Tōkō 東港郡                    | Làng Rinhen    | 林邊庄 | Lâm Biên và Nam Châu ngày nay                                          |
| Tōkō 東港郡                    | Làng Katō      | 佳冬庄 | Giai Đông ngày nay                                                     |
| Tōkō 東港郡                    | Làng Ryūkyū    | 琉球庄 | Đảo Lưu Cầu, là hương Lưu Cầu ngày nay                                 |
| Kōshun 恒春郡                  | Thị xã Kōshun  | 恒春街 | Hằng Xuân ngày nay                                                     |
| Kōshun 恒春郡                  | Làng Shajō     | 車城庄 | Xa Thành ngày nay                                                      |
| Kōshun 恒春郡                  | Làng Manshū    | 滿州庄 | Mãn Châu ngày nay                                                      |
| Kōshun 恒春郡                  | Khu bản địa    | 蕃地   | Mẫu Đơn ngày nay                                                       |
| Takao 高雄郡 (Bãi bỏ năm 1924) | Thị xã Takao   | 高雄街 | Nâng lên thành phố vào năm 1924                                        |
| Takao 高雄郡 (Bãi bỏ năm 1924) | Làng Ensō      | 燕巣庄 | Nhập vào quận Okayama năm 1924                                         |
| Takao 高雄郡 (Bãi bỏ năm 1924) | Làng Saei      | 左營庄 | Nhập vào quận Okayama năm 1924                                         |
| Takao 高雄郡 (Bãi bỏ năm 1924) | Làng Nanshi    | 楠梓庄 | Nhập vào quận Okayama năm 1924                                         |
| Takao 高雄郡 (Bãi bỏ năm 1924) | Làng Jinbu     | 仁武庄 | Nhập vào quận Hōzan năm 1924                                           |